# Telamonia dimidiata
La telamonia de dos rayas (Telamonia dimidiata) es una araña araneomorfa de la familia Salticidae que habita en las selvas tropicales lluviosas de Asia. No segrega ninguna toxina que pueda causar daño significativo al ser humano.

## Descripción

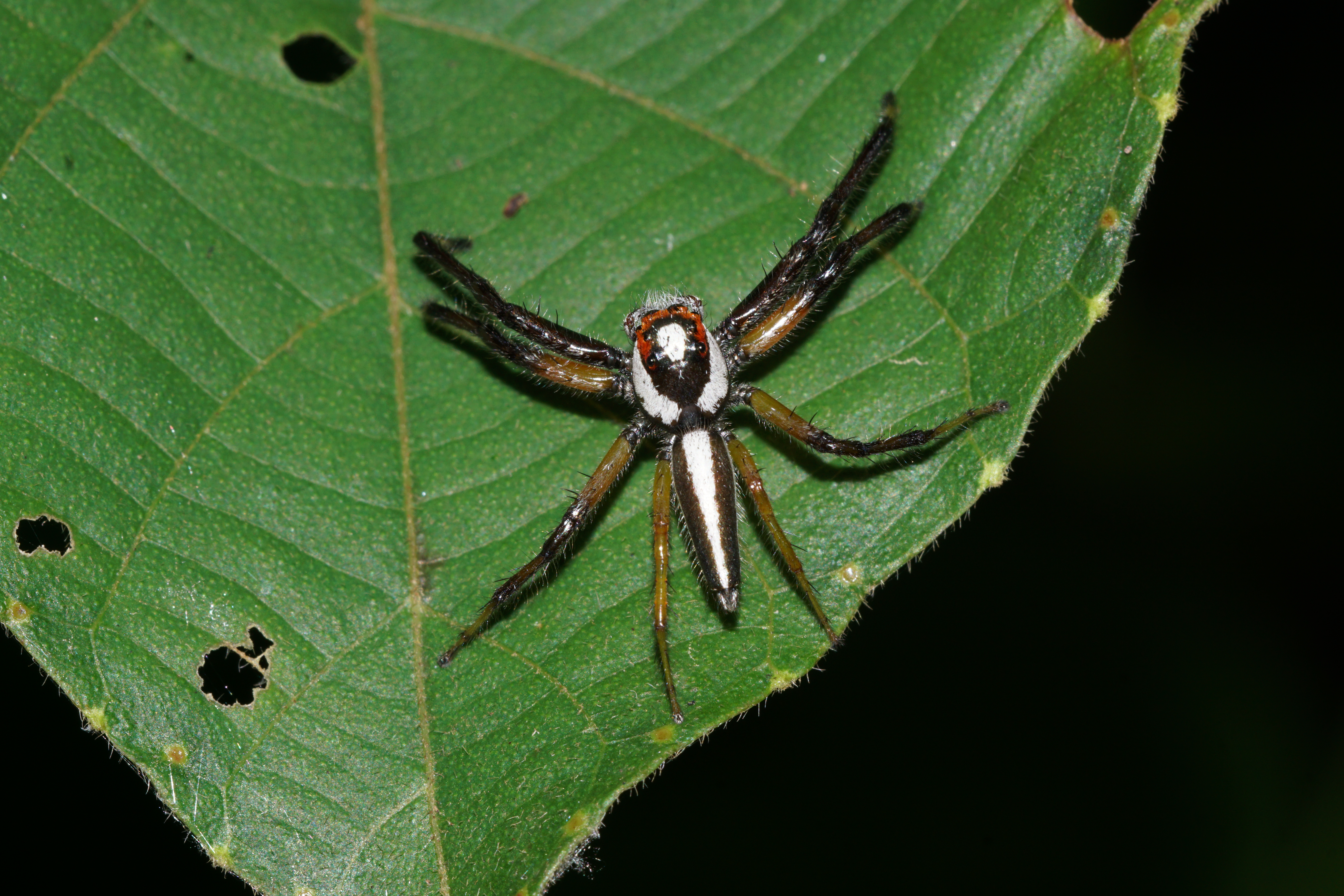
Espécimen macho en Kerala, India

La hembra puede alcanzar una longitud de 10 a 11 mm y los machos de 8 a 9 mm.
La hembra es de color amarillento con testa blanca y anillos rojos alrededor de los ojos. Presenta a lo largo de su tagma posterior (opistosoma) dos rayas rojas, de ahí el nombre.
En cambio, el macho es oscuro con la testa blanca con un anillo rojo entre los ojos.

## Hábitat
Suele habitar en zonas tropicales de mucha vegetación con extensos follajes y densas arboledas, con clima lluvioso y ambientes normalmente cálidos.

## Distribución
Se encuentra en las pluvisilvas del Asia tropical en países tales como Singapur, Indonesia, India, Vietnam entre otros de esta región. 

## Mito urbano
En octubre de 2002 se suscitó una cadena de mensajes por correo electrónico "advirtiendo" que la Telamonia dimidiata era sumamente venenosa, que le gustaba vivir en el ambiente oscuro, húmedo y frío debajo del borde de los asientos de los retretes y que había provocado varias muertes de personas que estuvieron en los sanitarios públicos de un restaurante y de algunos aviones. 
Toda esa información resultó falsa; tales eventos nunca ocurrieron. Se descubrió que esta broma era el refrito de otra versión similar que empezó a circular a mediados de 1999, solo que en esa ocasión era otra especie de araña inexistente, los nombres de los lugares eran otros, pero el guion de la historia era el mismo, igual de falso, con la única intención de crear pánico aprovechando el desconocimiento de la mayoría de la gente sobre esta especie de araña.
Asimismo, los nombres de los restaurantes, instituciones médicas y aeropuertos mencionados en esos correos electrónicos, eran obsoletos o ficticios. Además del mito de que su veneno es mortal, otro detalle es que el ambiente que ofrece el clima tropical de las selvas asiáticas, el cual es el hábitat natural y verdadero de la Telamonia dimidiata, que aunque sea lluvioso, es completamente opuesto al ambiente oscuro y húmedo del interior de un retrete.
La broma (originalmente difundida en Estados Unidos) se propagó en varios idiomas alrededor del mundo y nació de esta forma la leyenda urbana. La versión fue diferente en cada país, pero todas con la misma protagonista: la telamonia de dos rayas.